# 野原建一
野原 建一（のはら けんいち、1943年 - ）は日本の経済学者。広島県立大学（現・県立広島大学）名誉教授。

## 略歴
1943年、東京都に生まれる。1967年に法政大学経済学部を卒業し、1969年に同大学大学院社会科学研究科経済学専攻を修了した。1970年に長野大学講師、1984年に同大学教授、1989年に広島県立大学経営学部教授に就任し、2008年に退官した。

## 著書

### 単著
- 『たたら製鉄業の生産』（溪水社、2008）

### 共著
- 『日本製鉄史論』（たたら研究会、1970）
- 『現代日本産業発達史・鉄鋼』（現代日本産業発達史研究会、1970）
- 『日本製鉄史論 たたら研究会創立十周年記念論集』（示人社、1994）
- 『近代交通成立史の研究』（法政大学出版局、1994）
- 『信州の人と鉄』（信濃毎日新聞社、1996）
- 『産業技術史』（山川出版社、2001）